# Чешков, Марат Александрович
Мара́т Алекса́ндрович Че́шков (15 сентября 1932, Москва — 5 мая 2016, там же) — советский и российский историк и политолог, специалист по истории Вьетнама, общим проблемам развивающихся стран, мир-системному анализу.

## Образование
Окончил с отличием исторический факультет МГУ (1955), учился там же в аспирантуре экономического факультета. В 1956 — сентябре 1957 сотрудник Института народов Азии (ИНА) АН СССР. Кандидат экономических наук (1965, диссертация «Некоторые особенности зарождения и формирования вьетнамской буржуазии»), доктор исторических наук (1985, диссертация «Формирование правящих групп развивающихся стран: критика зарубежных концепций»).

## Диссидентская деятельность
В середине 1950-х — участник левого диссидентского кружка под руководством Льва Краснопевцева, организованного аспирантами и выпускниками исторического факультета МГУ. В стенной газете ИНА АН СССР в 1957 году опубликовал статью о партийно-государственной номенклатуре как социальной базе нравственной деградации общества и части молодёжи.
Арестован 12 сентября 1957 года. 12 февраля 1958 года приговорен к 8 годам ИТЛ (ст. 58-10, 11 УК РСФСР). Срок отбывал в Мордовской АССР (Дубравлаг, Потьма). Освобожден по помилованию 23 октября 1963 года. Реабилитирован в 1989 году.
Вспоминал, что для него «и летом 1957 г. марксизм-ленинизм оставался незыблемым и, думаю, для большой части политически активной молодежи — также. Поэтому описание Краснопевцевым атмосферы 1950-х годов как сопротивления… большевизму мне кажется „осовремененным“. Когда мы обсуждали „реферат“, собравшись в подмосковном поселке Северянин, то точек зрения выявилось больше, чем участников. Я считал, что началом „грехопадения“ явился момент, когда X съезд РКП(б) в 1921 г. отверг синдикалистские идеи рабочего самоуправления. Тем не менее, я оставался в рамках общепринятого понимания ленинизма, и необходимость ведущей роли партии тоже была для меня очевидностью. Эти представления держались у меня долго (и в лагере, и после него), вплоть до конца 60-х годов, когда произошли трагические события в Чехословакии. Да и ситуация в нашей стране уже наводила на мысль, что не срабатывают какие-то глубинные механизмы. Однако я не думал заниматься политикой, целиком и полностью переключившись на науку, о чём нисколько не сожалею».

## Научная деятельность
С декабря 1963 года работал корректором в издательстве «Прогресс», с 1964 года — библиографом в Фундаментальной библиотеке общественных наук, с 1966 года — в Институте мировой экономики и международных отношений АН СССР (младший, старший, ведущий научный сотрудник). Первоначально занимался историей Вьетнама, затем — общими проблемами развивающихся стран, исследованием элит, вопросами мир-системного анализа и глобалистики.

## Семья
С 1960-х годов был женат на востоковеде Энгельсине Чешковой, которая в детстве получила большую известность после встречи 27 января 1936 года с Секретарем ЦК ВКП(б) Иосифом Сталиным, что было запечатлено на фотографиях, широко использовавшихся в советской пропаганде как символ благодарности «за счастливое детство». От этого брака родился сын Алексей — руководитель отдела протокола, помощник президента ООО НПО «Космос».

## Основные работы
- Очерки истории феодального Вьетнама. (По материалам вьетнамских хроник XVIII—XIX вв.). М.: Наука, 1967. 251 стр. 1500 экз.
- Особенности формирования вьетнамской буржуазии. М.: Наука, 1968. 184 стр. 1200 экз.
- Проблемы исследования элит «третьего мира». Обзор литературы. М., 1973. 238 стр. (дсп)
- Критика представлений о правящих группах развивающихся стран. М.: Наука, 1979. 243 стр. 2350 экз.
- Развивающийся мир и посттоталитарная Россия: Новые конфигурации мирового пространства: В поисках глобального и теоретического синтеза. М.: Наука-ВЛ, 1994. 171 стр. 800 экз.
- Глобальный контекст постсоветской России: Очерки теории и методологии мироцелостности. М., 1999. 297 стр. 1000 экз.
- Глобалистика: поиск предмета. М., 2002.
- Глобалистика как научное знание. М., 2005.